# Sala de Órganos de Leópolis
La Sala de Órganos de Leópolis es una sala de conciertos situada en la iglesia de Santa María Magdalena de la ciudad de Leópolis, construida en el siglo XVII. Alberga uno de los mayores órganos de Ucrania y acoge conciertos de órgano, música sinfónica y de cámara. Tiene una superficie de unos 800 metros cuadrados y una capacidad para 350 personas, y acoge unas treinta actuaciones al mes.

## Historia
La sala reside en los antiguos muros de la iglesia católica de Santa María Magdalena. Sin embargo, entre 1753 y 1758 el arquitecto Martin Urbank se dedicó a renovar la torre central, mientras que más tarde Sebastian Fesinger añadiría una fachada decorativa que representaba a los santos Domingo y Jacinto. A finales del siglo XVIII, las autoridades austriacas cerraron definitivamente el edificio. Más tarde se convertiría en una cárcel de mujeres hasta 1922.
El órgano de estilo Rieger-Kloss instalado en la sala de conciertos fue encargado por Gebrüder Rieger en 1932 y se instaló en 1933. Durante el periodo soviético, la sala de conciertos sirvió para diversos fines, como pabellón deportivo y salón de baile. Hasta la década de 1960, el espacio era propiedad del Instituto Politécnico, pero el Conservatorio de Lviv lo reconvirtió en sala de órganos, propósito que mantiene hasta hoy.
Como organización oficial de conciertos, la Casa de Órgano y Música de Cámara de Lviv se creó en 1988.

## Órgano
El órgano consta de 77 registros, 5 de los cuales son de transmisión. Tiene cuatro manuales, cada uno con un solo pedal. El primero, el segundo y el tercer manual están situados en el balcón del coro, en una plataforma de hormigón especialmente construida, mientras que el cuarto manual se colocó encima de la sacristía. Hay dos consolas: una en el balcón del coro y otra en el coro.
En 1969, el órgano fue parcialmente reformado y reorganizado por Gebrüder Rieger. Principalmente, la consola principal se sustituyó por una versión de tres manuales y se situó en un escenario. Además, se restauraron los tubos del órgano, sustituyendo los antiguos por otros nuevos, y se sustituyeron las membranas de los canales de tono y las cámaras de relé.

## Imágenes
|                          |
| Vista central de la sala |

|                                   |
| Vista interior-frontal de la Sala |

|                                                 |
| El coro a capela de Leópolis canta en concierto |